# Bodotria biocellata
Bodotria biocellata är en kräftdjursart som beskrevs av Radhadevi och Kurian 1989. Bodotria biocellata ingår i släktet Bodotria och familjen Bodotriidae. Inga underarter finns listade i Catalogue of Life.